# 笹山晴生
笹山 晴生（ささやま はるお、1932年12月8日 - 2024年4月12日）は、日本の歴史学者。日本古代史専攻。学位は、文学博士（東京大学・論文博士・1989年）。東京大学名誉教授。

## 研究
日本古代史専攻。古代日本の武力・兵制の研究者として著名。このほか山川出版社の高等学校用日本史教科書の執筆・編纂を担当。日本歴史学会会長、横手市史編纂委員、多摩市史編纂委員等も務める。

## 経歴
東京市豊島区雑司が谷生まれ。父は元衆議院議員笹山茂太郎。熊本市で小学校を終え、1951年秋田県立横手美入野高等学校（現・秋田県立横手高等学校）卒業。1955年東京大学文学部国史学科卒業。1960年同大学院文学研究科博士課程単位取得退学、研究室助手となり、同年国史学科学生の樺美智子が安保闘争で死んだ時の国民葬では樺の遺影を掲げてデモ行進の先頭に立った。
1964年名古屋大学教養部講師、1966年助教授、1968年東京大学教養学部助教授、1979年東京大学文学部助教授。1985年教授。1989年「日本古代衛府制度の研究」で東京大学より文学博士の学位を取得。1993年定年退官、名誉教授。1993年から2003年まで学習院大学文学部史学科教授。学科主任も務めた。
宮中東宮御所において浩宮徳仁親王（当時）に日本史を講義。更に2004年から2005年までの間、内閣総理大臣小泉純一郎の私的諮問機関「皇室典範に関する有識者会議」委員を務めた。
2024年4月12日、老衰のため死去、喪主は長男。91歳没。
三弟の登生によると「歴史家は、90%の事実があっても、残りの10%の事実が固まらなければ歴史は書けない」との言葉を残したという。

## 進講
- 「歴代天皇の御事績について」（1977年2月1日から14回）明仁親王、徳仁親王
- 「清寧天皇の御事績について」（1984年2月20日）昭和天皇
- 「岡宮天皇（草壁皇子）の御事績について」（1989年5月11日）天皇、上皇后美智子、皇太子、紀宮
- 「日本の天皇制をめぐって」（1989年9月6日）天皇、皇太子
- 「古事記および日本書記について」（1990年3月6日）宮内庁書陵部、秋篠宮妃（当時は川嶋紀子）
- 「仁徳天皇の御事績について」（1999年2月3日）天皇、皇后、皇太子、皇太子妃

## 家族
- 政治家の笹山茂太郎は父、同じく政治家の笹山登生は三弟、元日立製作所・日立研究所主任研究員・工学博士の笹山隆生は二弟、社会心理学者の笹山郁生は長男。

## 著書
- 『古代国家と軍隊 皇軍と私兵の系譜』中公新書 1975。講談社学術文庫 2004
- 『平安初期の政治改革』(岩波講座『日本歴史』3.古代3)　岩波書店　1976
- 『日本古代史講義』東京大学出版会 1977
- 『日本古代衛府制度の研究』東京大学出版会 1985
- 『奈良の都 その光と影』吉川弘文館 1992　新装版（歴史文化セレクション）ISBN　9784642063586
- 『平安の朝廷 その光と影』吉川弘文館 1993　ISBN　9784642063586
- 『井上光貞』（『20世紀の歴史家たち(2) 日本編(下) 』刀水書房、1999
- 『坂本太郎』（『20世紀の歴史家たち(5) 日本編(続) 』刀水書房、2006
- 『古代をあゆむ』吉川弘文館 2015　ISBN　9784642082761
- 『平安初期の王権と文化』吉川弘文館、2016、オンデマンド版　2024　ISBN　9784642746328

### 編著
- 『詳説日本史』(教科書)　川崎康之・北島正元・鳥海靖と共著、山川出版社 1971[6]
- 『日本霊位記』(『図説日本の古典』3)　小島瓔禮・上原昭一と共編、集英社 1981
- 『日本書紀』中央公論社 上下 1987。川副武胤・佐伯有清と共編訳
後半部の現代語訳を担当、中公クラシックス 全3巻 2002。中公文庫 上下 2020（解説大津透、電子書籍も刊）
- 『新日本古典文学大系 続日本紀』全5巻、岩波書店 1989-1998。青木和夫・稲岡耕二・白藤禮幸 共編
- 『平安の都 古代を考える』 吉川弘文館 1991
- 『日本古代史年表』上下 東京堂出版 1993-2008
- 『続日本紀　索引年表　新日本古典文学大系 別巻3』吉村武彦 共編　岩波書店　2000
- 『日本律令制の構造』 吉川弘文館 2003。ISBN 9784642023924
- 『日本律令制の展開』 吉川弘文館 2003。ISBN 9784642023931
- 『アナウンサーが読む聞く教科書 山川詳説日本史』佐藤信・五味文彦・高埜利彦ほか共著 山川出版社 2013

## 訳書
- 『日本書紀』下巻　(『日本古典文学大系』67)　岩波書店　1965
- 『日本書紀』上巻　(『日本古典文学大系』68)　岩波書店　1967
- 井上光貞責任編集『日本書紀』(『日本の名著』1)(川副武胤・佐伯有清・笹山晴生　共訳)中央公論社　1971
- 『律令』(『日本思想大系』3) 岩波書店　1976
- 井上光貞監訳『日本書紀』下　中央公論社　1987
- 『続日本紀』(一)(『新日本古典文学大系』12)岩波書店　1989
- 『続日本紀』(二)(『新日本古典文学大系』13)岩波書店　1990
- 『続日本紀』(三)(『新日本古典文学大系』14)岩波書店　1992
- 『日本書紀』(二)(『岩波文庫』巻７・12注解)岩波書店　1994
- 『日本書紀』(五)(『岩波文庫』巻28・29注解)岩波書店　1995
- 『続日本紀』(四)(『新日本古典文学大系』15)岩波書店　1995
- 『続日本紀』(五)(『新日本古典文学大系』16)岩波書店　1998
- 『日本書紀』(Ⅰ.Ⅱ.Ⅲ)(『中公クラシックス』)中央公論新社　2003

## 共著
- 「日本書紀」上下巻、井上光貞監訳、中央公論新社、2020

## 記念論集
- 『日本律令制論集』上下 笹山晴生先生還暦記念会 吉川弘文館, 1993